# Gynoplistia uwinnia
Gynoplistia uwinnia är en tvåvingeart som beskrevs av Günther Theischinger 1993. Gynoplistia uwinnia ingår i släktet Gynoplistia och familjen småharkrankar. Inga underarter finns listade i Catalogue of Life.